# Antonio Mazzetti
Antonio Mazzetti (Trento, 5 marzo 1784 – Milano, 21 novembre 1841) è stato un magistrato e letterato italiano, distintosi durante il Regno Lombardo-Veneto fu presidente della Corte d'Appello di Milano.

## Famiglia
Figlio di Bartolomeo, originario di Ala di Trento, e di Anna Phanzelter, nacque a Trento nel 1784.
La madre era al suo secondo matrimonio. Dal primo con Giuseppe Berti aveva avuto Bartolomeo che fu giureconsulto a Pavia.

## Studi
Essendo di famiglia di modeste condizioni economiche Antonio esordì negli studi, a cui era particolarmente inclinato, entrando nel Seminario Episcopale di Trento. Qui indossò senza convinzione l'abito talare ricevendo il 26 marzo 1799 anche la canonica tonsura, ma ben presto lo abbandonò per andare a Vienna a studiare Diritto in quella università con il suo amico Giovanni Battista Garzetti che diventerà un celebre storico.
A Vienna, dove ottenne nel 1803 un sussidio dall'imperatore Francesco I d'Austria che gli consentì di laurearsi, godette della stima di Francesco Vigilio Barbacovi, famoso giureconsulto e filosofo dei suoi tempi amico dell'altrettanto famoso Gaetano Filangieri.

## Carriera
In seguito all'annessione del Tirolo alla Baviera ad opera di Napoleone il Mazzetti dovette recarsi a Innsbruck dove il 4 giugno 1805 ottenne la laurea a pieni voti anche nella Regia Bavara Università Leopoldina che gli consentì di esercitare con grande successo l'avvocatura, subito dopo il suo rientro in famiglia a Trento, anche grazie all'abolizione napoleonica dell'obbligo di appartenere alla nobiltà  per esercitare quella professione.
Il 25 giugno 1810 sposò Lucia Sardagna di Hohenstein, di famiglia nobile ma povera di mezzi.
Grazie alla sua solida cultura giuridica e alle sue riconosciute doti di integrità e eloquenza passò indenne, professionalmente parlando, attraverso i vari assetti politico-istituzionali che caratterizzarono il primo decennio dell'Ottocento, anche se sotto il breve dominio napoleonico sul Tirolo la sua carriera ebbe una battuta d'arresto essendo considerato filo-austriaco.
Con l'avvento del nuovo Regno Lombardo-Veneto, conseguente alla caduta dell'astro napoleonico, ottenne invece da parte dell'imperatore Francesco I i più alti incarichi come nel 1813 la nomina a I.R. Procuratore generale della corte di giustizia penale e civile nel dipartimento dell'Alto Adige, nel 1814 I.R. Procuratore generale presso l'Appello di Trento e nel 1815 la Croce d'argento del merito civile.
Nel 1816 venne nominato Consigliere aulico presso il Senato lombardo-veneto del Supremo Tribunale di Giustizia di stanza a Verona.
Il 17 marzo 1824 fu nominato Presidente del Tribunale Civile di 1º istanza di Milano  che grazie alla sua tenace opera fu riorganizzato e bonificato dalla endemica moltitudine di faccendieri che ne intralciavano il buon funzionamento.
Il 15 novembre 1832 ebbe la carica di Presidente della Corte d'Appello in Milano e l'anno successivo il 5 luglio 1833 fu nominato personalmente dall'imperatore Francesco I d'Austria suo consigliere intimo di Stato.
Il 10 febbraio 1839, gli venne conferito il rango di barone; scelse il predicato di Roccanova, per sottolineare il fatto che era il primo nobile della sua famiglia
Così lo descrive l'Altenburger: "era il Mazzetti alto della persona di complessione robusta di portamento nobile e maestoso. Il suo discorso era animato ed eloquente. Nell'occhio scintillante si leggeva lo slancio dell'ingegno".
Morì a Milano all'età di 57 anni minato da un male incurabile il 21 novembre 1841. Fu sepolto al cimitero di San Gregorio fuori da Porta Venezia, non più esistente.
Lasciò per legato testamentario tutta la sua biblioteca e il suo archivio personale alla istituenda Biblioteca comunale di Trento. Tra i suoi libri nel 1943 Luigi Firpo scoprì il più antico manoscritto de La città del sole di Tommaso Campanella datato 1602.

## Opere
- "Pel solenne ingresso nella Diocesi di Cremona di monsignor vescovo Carlo Emanuele Sardagna de Hohenstein da Trento cenni storici sulle antiche relazioni fra questa due città con lettere inedite del cardinale Sfrondati cremonese"  Milano 1831 Tipografia Rivolta